# サーギャラハッド
サーギャラハッド（Sir Gallahad III、1920年 - 1949年）はフランスの競走馬である。アメリカ合衆国で種牡馬として成功した。全弟にブルドッグ、半弟にアドラミラルドレイク、ベルアセル、ボワルセルがいる。

## 概要
馬名はアーサー王の円卓の騎士のひとり「ガラハッド」に由来する。
現役時代は2歳から4歳まで、おもにフランスの競走に出走した。プール・デッセ・デ・プーラン、ジャックルマロワ賞での優勝経験があるほか、ロワイヤルオーク賞での2着がある。4歳時にはイギリスに遠征し、リンカンシャーハンデキャップに勝っている。
競走馬引退後は種牡馬となった。まずフランスで供用され、のちにアーサー・ハンコックが12万5000ドルでアメリカに輸入し、以後クレイボーンファームで供用された。三冠馬ギャラントフォックスを初め65頭のステークスウィナーを送り出し、北米リーディングサイアーを4回、同チャンピオンブルードメアサイアー12回も獲得した。
1949年に死亡、遺骸は繋養されていたクレイボーンファームに埋葬された。

## 血統表
| Sir Gallahadの血統                 | Sir Gallahadの血統                                                                            | Sir Gallahadの血統                                                                            | （血統表の出典）                                                                              | （血統表の出典） |
| 父系                               | テディ系                                                                                      | テディ系                                                                                      | テディ系                                                                                      | [ § 2 ]          |
| 父 Teddy 1913 鹿毛 フランス        | 父の父Ajax 1901 鹿毛 フランス                                                                 | Flying Fox                                                                                    | Orme                                                                                          | Orme             |
| 父 Teddy 1913 鹿毛 フランス        | 父の父Ajax 1901 鹿毛 フランス                                                                 | Flying Fox                                                                                    | Vampire                                                                                       |                  |
| 父 Teddy 1913 鹿毛 フランス        | 父の父Ajax 1901 鹿毛 フランス                                                                 | Amie                                                                                          | Clamart                                                                                       | Clamart          |
| 父 Teddy 1913 鹿毛 フランス        | 父の父Ajax 1901 鹿毛 フランス                                                                 | Amie                                                                                          | Alice                                                                                         |                  |
| 父 Teddy 1913 鹿毛 フランス        | 父の母Rondeau 1900 鹿毛 イギリス                                                              | Bay Ronald                                                                                    | Hampton                                                                                       | Hampton          |
| 父 Teddy 1913 鹿毛 フランス        | 父の母Rondeau 1900 鹿毛 イギリス                                                              | Bay Ronald                                                                                    | Black Duchess                                                                                 |                  |
| 父 Teddy 1913 鹿毛 フランス        | 父の母Rondeau 1900 鹿毛 イギリス                                                              | Doremi                                                                                        | Bend Or                                                                                       | Bend Or          |
| 父 Teddy 1913 鹿毛 フランス        | 父の母Rondeau 1900 鹿毛 イギリス                                                              | Doremi                                                                                        | Lady Emily                                                                                    |                  |
| 母 Plucky Liege 1912 鹿毛 イギリス | 母の父Spearmint 1903 鹿毛 イギリス                                                            | Carbine                                                                                       | Musket                                                                                        | Musket           |
| 母 Plucky Liege 1912 鹿毛 イギリス | 母の父Spearmint 1903 鹿毛 イギリス                                                            | Carbine                                                                                       | Mersey                                                                                        |                  |
| 母 Plucky Liege 1912 鹿毛 イギリス | 母の父Spearmint 1903 鹿毛 イギリス                                                            | Maid of The Mint                                                                              | Minting                                                                                       | Minting          |
| 母 Plucky Liege 1912 鹿毛 イギリス | 母の父Spearmint 1903 鹿毛 イギリス                                                            | Maid of The Mint                                                                              | Warble                                                                                        |                  |
| 母 Plucky Liege 1912 鹿毛 イギリス | 母の母Concertina 1896 鹿毛 イギリス                                                           | St. Simon                                                                                     | Galopin                                                                                       | Galopin          |
| 母 Plucky Liege 1912 鹿毛 イギリス | 母の母Concertina 1896 鹿毛 イギリス                                                           | St. Simon                                                                                     | St. Angela                                                                                    |                  |
| 母 Plucky Liege 1912 鹿毛 イギリス | 母の母Concertina 1896 鹿毛 イギリス                                                           | Comic Song                                                                                    | Petrarch                                                                                      | Petrarch         |
| 母 Plucky Liege 1912 鹿毛 イギリス | 母の母Concertina 1896 鹿毛 イギリス                                                           | Comic Song                                                                                    | Frivolity                                                                                     |                  |
| 母系(F-No.)                        | 16号族(FN:16-a)                                                                               | 16号族(FN:16-a)                                                                               | 16号族(FN:16-a)                                                                               | [ § 3 ]          |
| 5代内の近親交配                    | Angelica-St. Simon 5×3=15.63%、Galopin 4×5=9.38%、 Lord Clifden 5×5=6.25%、Macaroni 5×5=6.25% | Angelica-St. Simon 5×3=15.63%、Galopin 4×5=9.38%、 Lord Clifden 5×5=6.25%、Macaroni 5×5=6.25% | Angelica-St. Simon 5×3=15.63%、Galopin 4×5=9.38%、 Lord Clifden 5×5=6.25%、Macaroni 5×5=6.25% | [ § 4 ]          |
| 出典                               | 1. 2. 3. 4.                                                                                   | 1. 2. 3. 4.                                                                                   | 1. 2. 3. 4.                                                                                   | 1. 2. 3. 4.      |